# Гавирате
Гавирате (итал. Gavirate) је насеље у Италији у округу Варезе, региону Ломбардија.
Према процени из 2011. у насељу је живело 9206 становника. Насеље се налази на надморској висини од 242 м.

## Становништво
| 1936. | 1951. | 1961. | 1971. | 1981. | 1991. | 2001. | 2011. |
| ----- | ----- | ----- | ----- | ----- | ----- | ----- | ----- |
| 4.108 | 5.084 | 6.542 | 8.271 | 9.119 | 9.108 | 9.400 | 9.209 |